# Carpen
Carpenul (Carpinus betulus) este o specie de foioase din familia Betulaceae. De asemenea este și o specie invadatoare datorită capacității mari de lăstărire și drajonare.
Rădăcinile trăiesc în simbioză cu diferite ciuperci sau bacterii. Frunzele sunt alterne, simple cu stipele caduce. Florile sunt unisexuate, grupate în inflorescențe mixte. Fructul carpenului este de tip achenă.
- Utilizare: se utilizează ca lemn de foc, cozi de unelte și lemn de mină, având o rezistență crescută datorită fibrei lemnoase.
- Răspândire: se întâlnește atât în zonele de câmpie în combinație cu stejarul sau teiul, cât și în zonele de deal în combianție cu fagul.

### Galerie de imagini

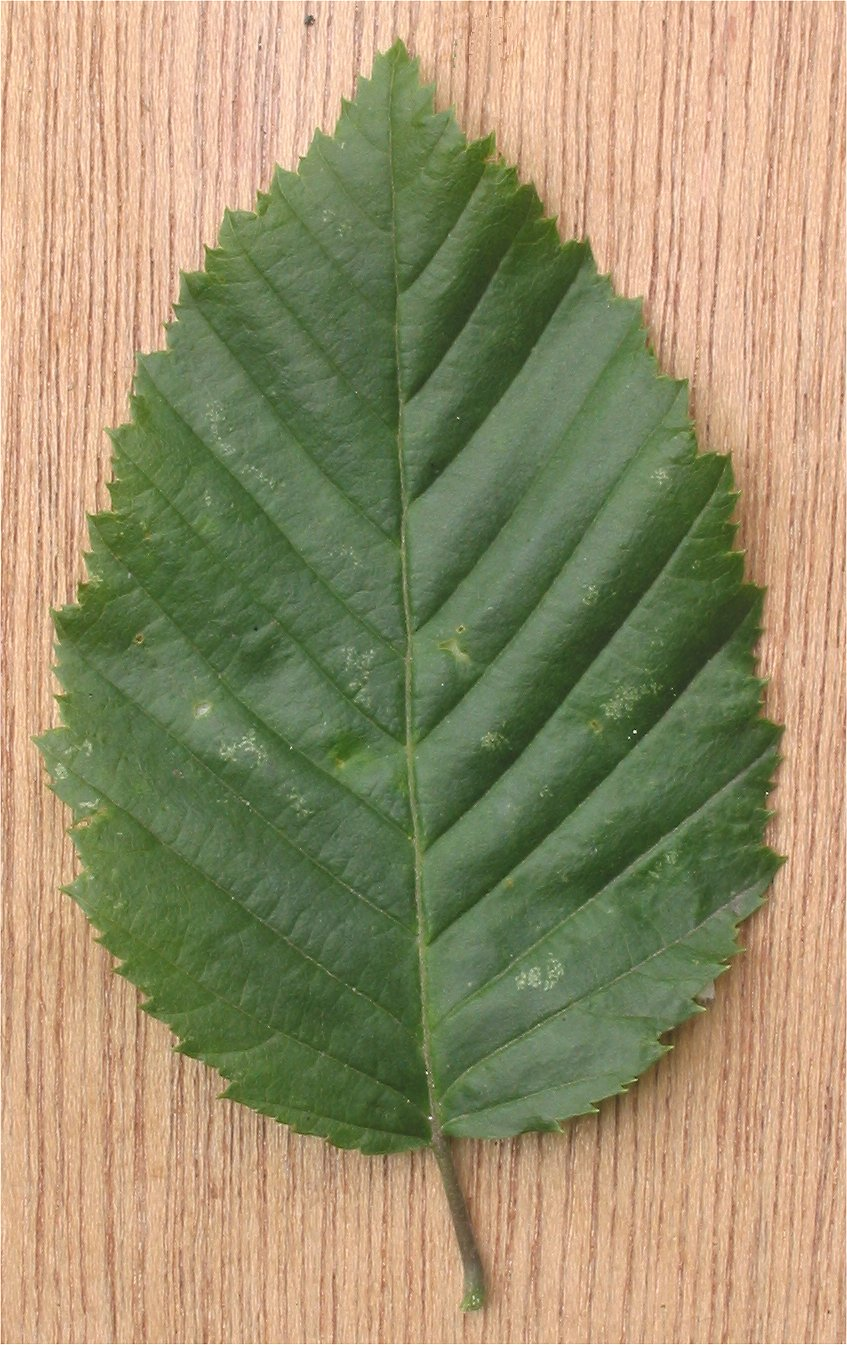
Frunză de carpen
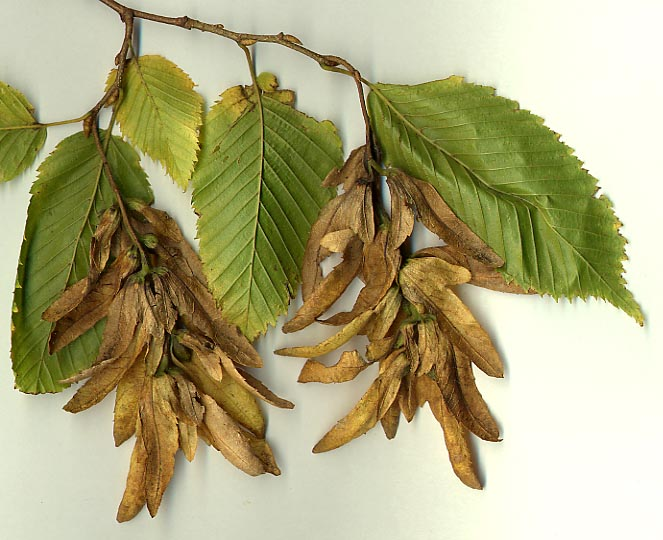
Ament de carpen
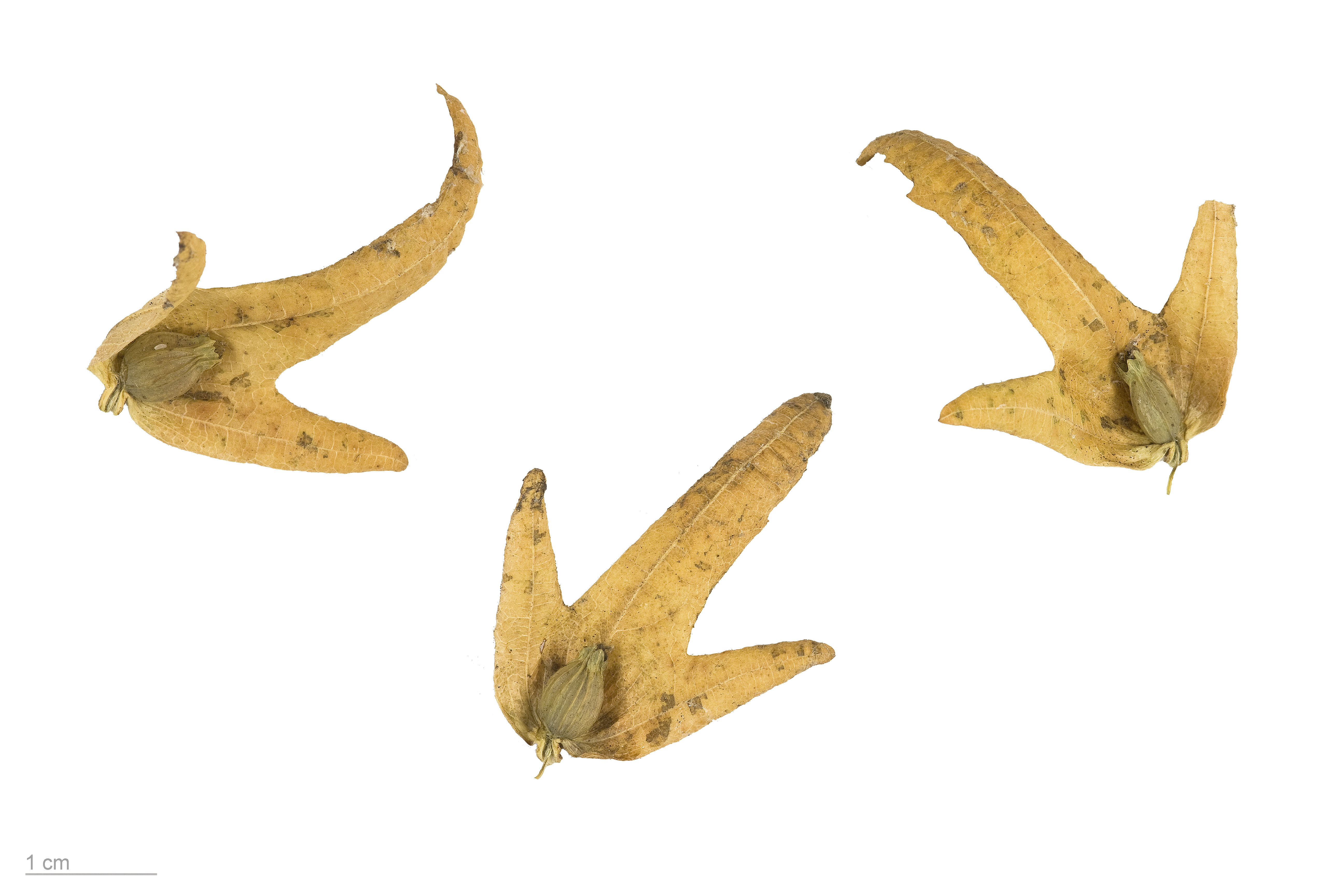
Semințe de carpen
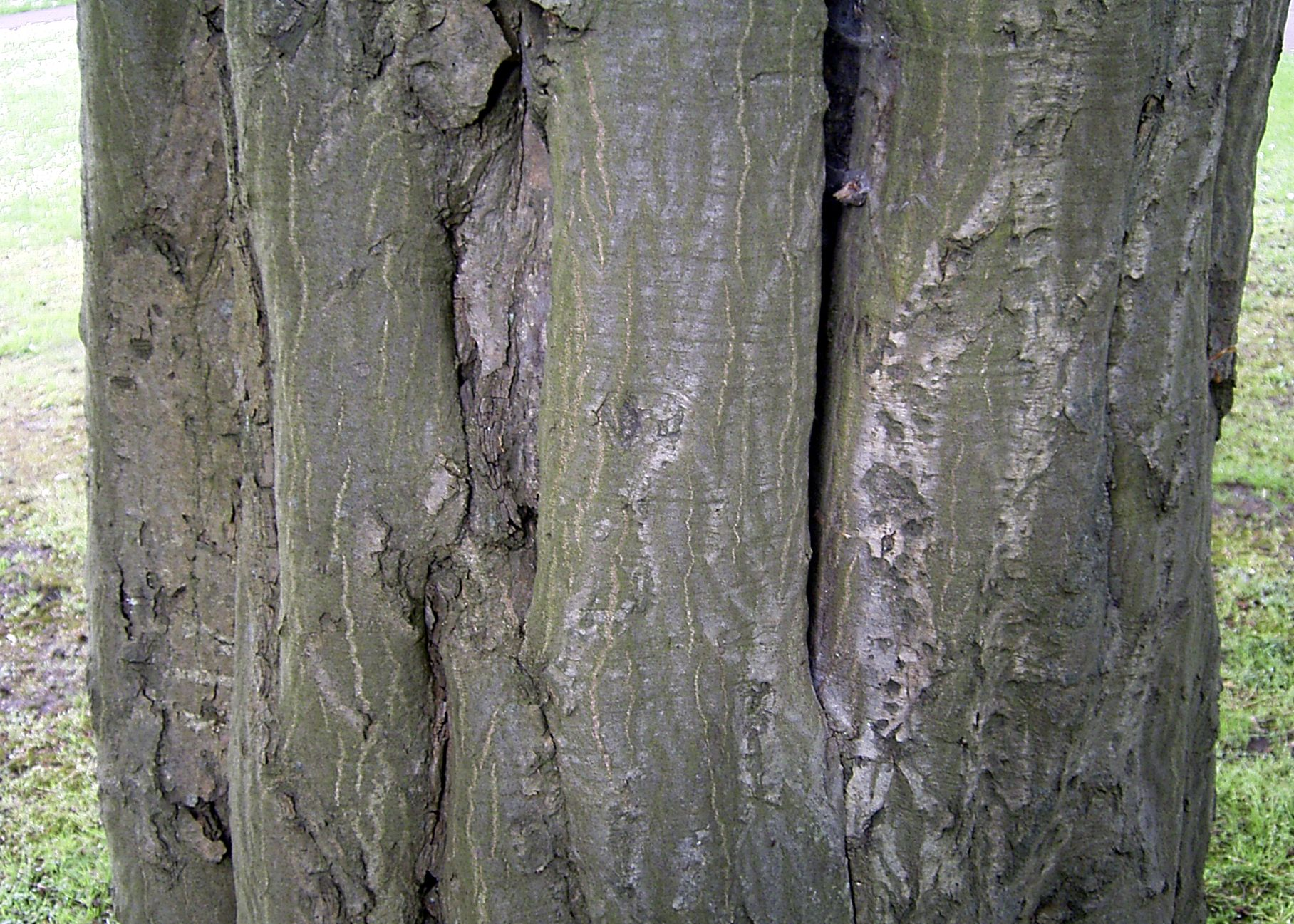
Ritidom de carpen bătrân